# Karl von der Recke (Politiker)

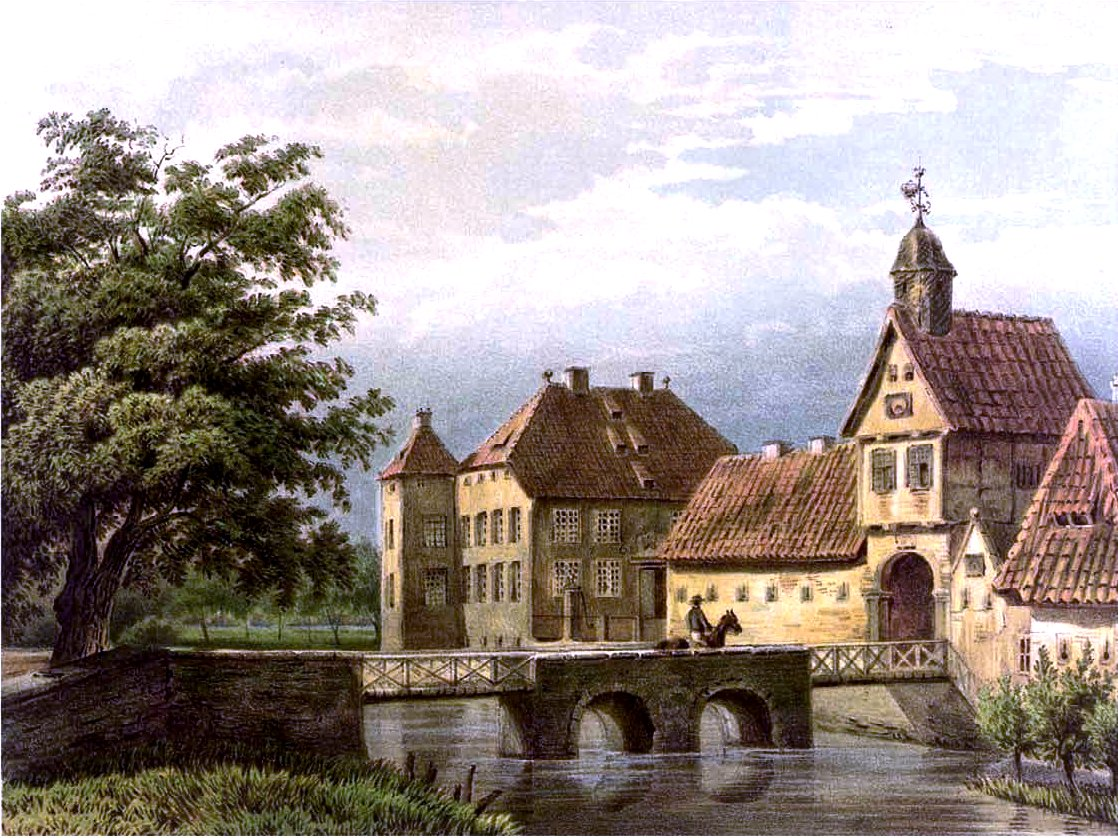
Gut Stockhausen um 1866/67, Sammlung Alexander Duncker

Karl Eberhard Ernst Wilhelm Ludwig von der Recke (* 21. Mai 1794 in Berlin; † 18. November 1873 auf Gut Obernfelde) war ein deutscher Rittergutsbesitzer und Politiker aus dem Adelsgeschlecht von der Recke.
Karl von der Recke war der älteste Sohn der preußischen Ministers Eberhard von der Recke und dessen Ehefrau Elise Dorothea Luise (Lisette) Freiin von Vincke, sie war die Schwester des preußischen Ministers Ludwig von Vincke. Von der Recke, der evangelischer Konfession war, heiratete Luise Amalie Alexandrine Eleonore von Gronsfeld-Diepenbroick und Ampel (* 4. März 1800 † 28. Mai 1870).
Er war Fideikommissherr auf Stockhausen. 1818 erwarb er das Gut Obernfelde. In Schaumburg-Lippe wirkte er als Geheimer Kammerrat. Er war Domkapitular in Brandenburg und wurde zum Kammerherren und Wirklichen Geheimen Rat ernannt. 1841 bis 1873 gehörte er für den Stand der Ritterschaft und den Wahlbezirk Minden-Ravensberg dem Provinziallandtag der Provinz Westfalen an.
Die Söhne Wilhelm Freiherr von der Reck und Hermann Freiherr von der Reck gingen als Zöglinge auf die Ritterakademie Brandenburg und machten anschließend eine Karriere, zunächst mit einem Studium. Wilhelm war u. a. am Landratsamt Jerichow I und dann Landrat des Kreises Belgard, er erbte die Titulatur des Erbmarschalls des Fürstentum Minden. 1873 übernahm er die Güter des Vaters. Hermann wiederum wurde Oberförster und später Politiker. Beide gründeten eine eigene Familie. 